# Marc Davis
Marc Fraser Davis, född den 30 mars 1913, död den 12 januari 2000 var en framstående animatör för Walt Disney Productions. 
Några av de animerade karaktärer som han är upphovsman till är Stampe från Bambi, Bror Kanin från Sången om Södern, Askungen från Askungen, Alice från Alice i Underlandet, Tingeling från Peter Pan, Den onda féen och Aurora från Törnrosa och Cruella De Vil från Pongo och de 101 dalmatinerna. Han var en av Disney's Nine Old Men, de viktigaste animatörerna på Disney.
Davis designade också karaktärerna för många attraktioner på Disneyland, bland annat för The Enchanted Tiki Room, Great Moments with Mr. Lincoln, Ford's Magic Skyway, Carousel of Progress, Pirates of the Caribbean, Jungle Cruise, America Sings, The Haunted Mansion, "It's a Small World", Western River Expedition och Country Bear Jamboree.
1989 utnämndes han till en "Disney Legend".